# Thermométrie

Un Thermomètre.

La thermométrie est le domaine de la physique qui concerne la mesure de la température.
Parmi les grandeurs physiques, la température est l'une des plus délicates à mesurer de façon rigoureuse pour deux raisons. D'une part, il faut bien définir le système dont on mesure la température. Par exemple, laisser quelques instants une cuillère dans un plat très chaud, avec le manche qui dépasse ; le manche peut être saisi à la main tandis que la partie bombée sera brûlante. D'autre part, la définition même du concept de température et de son échelle de mesure nécessitent de connaître des concepts thermodynamiques qui sont loin d'être intuitifs.

## Historique
Comme la température représente un des concepts fondamentaux de la thermodynamique, l'histoire de la thermométrie lui a été rattachée de manière anachronique.
La première thermométrie, soit une estimation ou "mesure de chaleur" essentiellement empirique, est d'abord le fruit des observations de métallurgie ou, de manière générale, de vieilles techniques chimiques. Il faut préciser que le mot "thermométrie", au sens de "mesure de température", n'est attesté en français qu'en 1842. Or ce terme est contemporain du discrédit du "calorique", une notion imposée d'office par Lavoisier en 1787 et associée à une conception fluide, impondérable de la chaleur, dont l'inexactitude apparaît flagrante après les expériences calorimétriques du brasseur Joule, élève de Dalton. La nature de la chaleur, et en particulier les phénomènes de combustion, ont préoccupé les chimistes au cours du XVIIIe siècle, ce qui a permis l'essor lent mais indéniable au cours de ce siècle de l'instrumentation en calorimétrie. Comprendre de manière globale la réaction chimique nécessite, selon les chimistes Guyton-Morveau, Lavoisier, Berthollet, Fourcroy, d'inclure la lumière et la chaleur qui lui sont associées, d'où cette hâte lavoisienne à définir le calorique pour ridiculiser définitivement le phlogistique de Georg Stahl.
La découverte du principe du thermomètre, à simple variation de niveau causée par la dilatation ou la contraction d'une substance particulière, est due en laboratoire au physicien Galilée avant 1592. Il s'agit dans ce cas précis d'un "thermomètre à air", marqué par un niveau d'eau qui piège cet air confiné. Le premier "thermomètre" pour estimer le chaud et le froid chez les patients, est le thermoscope du médecin istrien, ami de Galilée, Santorio Santorio, mis au point en 1612 à partir d'une amélioration du thermoscope d'Héron. Signalons toutefois que le mot savant "thermomètre", désignant directement en langue française cet instrument servant à indiquer un degré de température ou de chaleur, est plus tardif : c'est un néologisme savant du professeur jésuite de l'Université de Pont-à-Mousson, Jean Leurechon dit encore "Levréchon", apparaissant dans son ouvrage intitulé "Récréation mathématique" paru en 1624. La généralisation du thermomètre au cours du XVIIe siècle provoque l'évolution sémantique du mot "température", qui délaisse l'acception médicale de "tempérament" pour remplacer petit à petit l'expression "degré de chaleur". S'ensuit une course aux meilleures systèmes de graduation au XVIIIe siècle qui se termine par l'échelle centigrade du suédois Anders Celsius. Les règles de base du thermomètre à alcool ou à "esprit de vin" comme on disait alors, sont édictées par Réaumur en 1730. Le thermomètre Réaumur connaîtra un grand succès en France. 
D'un point de vue concret, Daniel Gabriel Fahrenheit (mort en 1736), puis Anders Celsius en 1742, imposèrent leur système à deux repères facilement identifiables. Pour Celsius, le point zéro était l'ébullition de l'eau ; le point haut était la glace fondante et était fixé à 100 degrés. Ces deux nombres furent rapidement intervertis : l'échelle actuellement utilisée a été proposée par Jean-Pierre  Christin dès 1743. Pour Fahrenheit, le point zéro de l'échelle était la température de solidification d'un mélange d'eau et de sel en proportions massiques égales ; le point haut de l'échelle, fixé initialement à 12, était la température du sang ; par la suite, il subdivisa ses degrés en huit, le point haut devint donc 8×12 = 96. Cependant, ces points se révélèrent inadéquats. Concernant l'échelle Fahrenheit, l'homéothermie n'assure pas une température interne strictement constante, il est donc illusoire de s'en servir comme référence.
On découvrit bientôt que la température d'ébullition de l'eau dépendait de la pression ; or, au cours de l'ébullition, la pression augmente dans une enceinte confinée.
On commença à travailler sur l'échelle normale à hydrogène en 1878. Ce dispositif permettait d'avoir une grande reproductibilité. Le dispositif fut adopté en 1887 par le Comité international des poids et mesures (CIPM), puis ratifié en 1889 par la première Conférence générale des poids et mesures (CGPM). Le thermomètre à résistance de platine fut développé en 1888 ; présentant un volume constant (sa dilatation est négligeable), il permettait des mesures plus fiables à haute température (jusqu'à 600 °C). Le point haut choisi fut alors le point de fusion du soufre, estimé entre 444,53 et 444,70 °C.
En 1911, la Physikalisch-Technische Bundesanstalt, institut allemand chargé de la métrologie, proposa de prendre la température thermodynamique comme échelle. Après un long travail de collaborations internationales, la résolution fut adoptée par la 7e CGPM en 1927, qui fonda l'échelle internationale de température (EIT). Les degrés étaient appelés « degrés centigrades ». Les méthodes de mesure variaient selon la gamme de température :
- thermomètre à résistance de platine de −193 °C à 650 °C ;
- thermocouple type S : platine/platine rhodié à 10 % de 650 à 1 100 °C ;
- pyromètre optique, pyromètre infrarouge au-delà.

Les points de référence étaient toujours des points de changement d'état : fusion du mercure (−38 °C), du zinc (420 °C), ébullition du soufre (444,5 °C), fusion de l'antimoine (631 °C), de l'argent (962 °C) et de l'or (1 064 °C).
En 1937, le CIPM créa un Comité consultatif de thermométrie et calorimétrie qui devint ensuite le Comité consultatif de thermométrie (CCT). En 1948, le nom de l'unité devint « degré Celsius » et la CGPM modifia légèrement l'échelle.
En 1958, le CIPM valida une échelle pour les très basses températures, entre 0,5 et 5,23 K (-271 et −268 °C) ; elle reposait sur la tension de vapeur de l'hélium 4He de 5,23 à 2,2 K et sur des calculs thermodynamiques en dessous. En 1962, on utilisa l'isotope 3He à la place.
Mais il restait encore le problème de la dépendance en pression des températures de changement d'état. Il fallait donc choisir comme référence un système indépendant de la pression. En 1954, le choix se porta sur un point où glace, eau liquide et vapeur coexistent : le point triple (toutefois, la référence point triple ne fut réellement adoptée qu'au 1er janvier 1990).
Mais, l'échelle Celsius étant très largement répandue, il fallait absolument que cela ne modifie en rien les valeurs mesurées : il était impensable de faire changer tous les thermomètres. Comme on connaît bien la variation de la courbe de liquéfaction de la glace (100 atm/°C), cela donne un point triple à 1⁄100 °C du 0 °C. Comme le coefficient de dilatation est proche de 0,003 661 0 (qui vaut 1/273,15), la température du point triple fut fixée à la valeur 273,16 pour cette nouvelle échelle, l'échelle Kelvin. Ainsi, par une simple soustraction, on retrouve une température d'ébullition de l'eau à 100 °C, mais il ne s'agit désormais plus d'une définition.
Avec l'augmentation de précision des mesures, il s'avéra que les mesures donnaient :
sous la pression d'une atmosphère (101 325 Pa), l'eau bout à 99,98 °C.
Ainsi, à une erreur de mesure imperceptible avec des thermomètres courants (les plus précis étant gradués au 1/10e de degré), on peut toujours énoncer que l'eau bout à 100 °C. Mais ce 0,02 °C de différence peut avoir une importance lorsque des mesures très précises sont requises.
Cette difficulté illustre l'importance de l'habitude et de la représentation humaine dans les sciences : si l'on considère les lois les plus courantes utilisant la température (lois dites « d'Arrhenius » et statistique de Boltzmann), il aurait été plus « économique » d'utiliser la grandeur 1/kT, T étant la température absolue et k la constante de Boltzmann. Toutefois, d'une part l'échelle n'est pas « à taille humaine » (l'esprit manipule mieux les ordres de grandeur autour de 10), d'autre part, elle n'est pas intuitive (la valeur augmente lorsqu'il fait plus froid), et enfin un changement radical entraîne un coût important et des sources d'erreur nombreuses. 
On remarque que l'échelle de température en vigueur actuellement a été définie en 1990. L'échelle internationale de température de 1990 apporte des changements importants tels que la suppression du thermocouple à platine-rhodié 10 %, le thermomètre à résistance de platine ayant été adopté pour la gamme des moyennes températures, couvrant ainsi le point fixe de l'argent (environ 962 °C). Mais, encore, prenant en compte le point triple de l'eau (0,01 °C) comme point de référence de l'échelle. Cependant, cette échelle reste ouverte et des solutions sont envisagées pour étendre la gamme des points fixes pour le moment réservé aux transitions de phase de corps idéalement purs (gallium, indium, étain, zinc, aluminium, argent, cuivre, or, etc.) notamment les matériaux eutectiques susceptibles de devenir des points fixes pour la thermométrie de contact à des températures supérieures à 1 000 °C, dans l'objectif de repousser encore un peu plus la jonction avec les techniques de pyrométrie qui extrapolent la loi de Planck et sont donc sources d'incertitudes.

## Les thermomètres
Historiquement, comme pour la plupart des grandeurs, la température a été mesurée par une conséquence visible : la dilatation.
La découverte de l'effet Seebeck en 1821 (qui donnera naissance au thermocouple) et l'invention du thermomètre à résistance de platine par Callendar en 1888 ont permis de transformer la température en une valeur électrique, donc affichable sur un cadran d'abord analogique puis numérique (d'un voltmètre).
Les travaux sur le corps noir ont donné naissance à une troisième gamme d'appareils basés sur l'analyse du spectre lumineux émis par un objet. En lui supposant des caractéristiques proches de celles du corps noir et que le transfert radiatif ne perturbe pas trop son rayonnement, la mesure de la luminance énergétique sur deux plages convenablement choisies permet de déterminer sa température. Le thermomètre infrarouge effectue ainsi une mesure analogue à celle de la température de couleur utilisée en éclairage.

## Le problème de l'échantillonnage
Le premier problème pratique est celui du placement du thermomètre. Si l'on considère les thermomètres de contact (thermomètres à dilatation ou à thermocouple), la température affichée est celle… du thermomètre lui-même. Il faut donc s'assurer que le thermomètre est bien à l'équilibre thermique avec l'objet auquel on s'intéresse.
L'exemple classique est celui de la mesure météorologique sous abris : si des rayonnements infrarouges viennent irradier le thermomètre (par exemple, rayonnement du Soleil, ou du sol ou d'un mur chauffé par le Soleil), la température du thermomètre augmente, il n'est alors plus en équilibre avec l'atmosphère. La température affichée n'est donc plus celle de l'air.
Dans le cas d'une mesure spectroscopique, il faut s'assurer que la lumière captée par le thermomètre vient exclusivement de l'objet qui nous intéresse.
Enfin, se pose le problème de l'homogénéité de la température. Si l'on mesure la température en un point de l'objet, rien ne garantit qu'elle sera la même en un autre point.

## Approche thermodynamique

### Définition du concept de température
On ne peut pas mesurer une grandeur physique sans l'avoir définie (cf. Épistémologie de la Mesure en physique). La grandeur température est, à cet égard, exemplaire.
La thermodynamique est la science des systèmes en état d'équilibre thermodynamique. Cela suppose deux conditions :
- équilibre mécanique : la pression y est devenue uniforme sauf cloison fixe, empêchant le transfert de volume ;
- équilibre thermique : la température y est devenue uniforme sauf cloison calorifuge, empêchant le transfert de chaleur.

Prenons donc deux tels systèmes, S1 et S2, de températures respectives T1 et T2 : il faut déjà pouvoir dire ce que signifie expérimentalement T1 = T2, c’est-à-dire définir expérimentalement le signe égal. Le signe égal en mathématique signifie que l'on a établi une relation d'équivalence entre les états des systèmes thermodynamiques : il existe une telle relation en thermodynamique — parfois appelée « principe zéro de la thermodynamique », mais qui en réalité découle du deuxième principe, car il conduit à cette notion d'état d'équilibre thermodynamique —, c'est la relation notée par un tilde « ~ » signifiant « rester dans le même état d'équilibre thermodynamique après mise en contact thermique » (c’est-à-dire via une paroi diatherme).
Cette relation « ~ » est
- réflexive : l'état de S1 est « ~ » avec état de S1-cloné ;
- symétrique: l'état de S1 est « ~ » avec état de S2 ⇔ état de S2 est « ~ » avec état de S1 ;
- transitive : l'état de S1 est « ~ » avec état de S2 et état de S2 est « ~ » avec état de S3 ⇒ état de S1 est « ~ » avec état de S3.

Évidemment, la précision expérimentale avec laquelle on peut tester cette relation « ~ » définit la capacité expérimentale qu'il y a, à distinguer deux classes d'équivalence. Chaque classe d'équivalence appartient donc à l'ensemble-quotient des "états/« ~ »" : en français de physicien, on dit :
chaque classe d'équivalence représente des systèmes de même température,
ce qui donne la possibilité d'écrire T1 = T2 et donc de définir la grandeur température.

### Choix de l'échelle thermométrique
Une fois définie une grandeur, il s'agit de préciser si c'est une grandeur repérable, c’est-à-dire si l'on peut définir expérimentalement
T1 > T2
La réponse est : oui. C'est l'expression du second principe (énoncé de Clausius) : 
si T1 > T2, spontanément, de la chaleur passe de S1 vers S2 à travers la paroi diatherme.
Cette relation est clairement antisymétrique et transitive. L'ensemble des classes d'équivalence se trouve donc muni d'un ordre total.
Il suffit maintenant de trouver une échelle, c’est-à-dire une grandeur physique ayant le bon goût de croître de manière monotone avec T. Il se trouve que pour tous les gaz réels, à volume constant, la pression augmente si T augmente (loi de Gay-Lussac), donc
un manomètre peut servir de thermomètre.
Comme la loi n'est pas tout à fait la même pour tous les gaz, on convient de choisir un gaz particulier, en l'occurrence le dihydrogène. On eût pu choisir l'hélium, mais celui-ci s'adsorbe sur les parois du récipient ; or, il faut opérer évidemment avec une quantité de gaz constante dans le temps. De plus, à l'époque où ce choix a été fait, on connaissait bien mieux le dihydrogène et son équation d'état.
À partir de là, on peut fabriquer toutes sortes de thermomètres, en les graduant par un abaque de référence avec le thermomètre à hydrogène.

### Échelle de température absolueTen kelvins
Cependant, on peut aller plus loin et faire de la température une grandeur mesurable : c’est-à-dire définir le rapport de 2 températures. Comme chacun le sait, il ne fait pas trois fois plus chaud à 3 °C qu'à 1 °C : l'échelle Celsius n'est qu'une échelle de température repérable. Par contre, il est parfaitement sensé de dire que les deux températures précédentes sont dans le rapport de 276,15/274,15.
Il a fallu pour cela introduire la notion de température absolue du gaz parfait, dont il est démontré (cf. gaz parfait, cycle de Carnot et loi de Joule) qu'elle est la température thermodynamique définie par l'égalité de Clausius établissant l'existence de la fonction d'état « entropie » (deuxième énoncé de Clausius du second principe de la thermodynamique) :
{\displaystyle {\frac {Q_{1}}{T_{1}}}+{\frac {Q_{2}}{T_{2}}}=0} dans un cycle de Carnot bâti sur les deux isothermes T1 et T2.
Dans ces conditions, l'énoncé
{\displaystyle {\frac {T_{1}}{T_{2}}}=-{\frac {Q_{1}}{Q_{2}}}}
a une signification physique et cela définit une grandeur mesurable.

### Échelle pratique de définition
Pratiquement, l'émergence de la notion de température et d'une échelle pour sa mesure sont dus à un phénomène étonnant, car indépendant de la nature du gaz considéré, découvert par Avogadro à partir des lois de Mariotte, Charles et Gay-Lussac :
à la limite des faibles pressions, extrapolées à pression nulle, le produit de la pression par le volume PV pour une mole de gaz est une fonction croissante de la température
donc on peut faire un thermomètre avec cette grandeur physique PV.
D'une part c'est la même fonction pour tous les gaz réels, ce qui n'est pas intuitif, et d'autre part, vu le théorème de Carnot,
{\displaystyle {\frac {P_{1}V_{1}}{P_{2}V_{2}}}=-{\frac {Q_{1}}{Q_{2}}}}
donc
PV = R·T (pour une mole)
où R est une constante choisie arbitrairement. Le choix pour R s'est porté sur un repère de température zéro-variant, c’est-à-dire ne variant pas avec la pression, ce qui n'était pas le cas de l'ancien repère de Celsius (les températures de changement d'état de l'eau varient en fonction de la pression) : le choix est le point triple de l'eau, c’est-à-dire la température exacte où glace, l'eau liquide et la vapeur d'eau sont simultanément en équilibre (ce point triple est unique, et se trouve à une pression d'environ 615 pascals).
Alors, pour une mole de gaz quel qu'il soit, la limite du produit PV lorsque P tend vers 0 vaut
{\displaystyle \lim _{P\rightarrow 0}PV=101\ 325\times \left(22,414\ 816(40)\times 0,001\right)} J/mol
et l'on déclare que cette température vaut 273,16 kelvins,  par définition de l'échelle, dite kelvin, de température absolue.

### Comparaison entre l'échelle Celsius et l'échelle kelvin
Alors que l'on a l'habitude d'avoir des valeurs de référence simple et entières, les valeurs de référence de la température apparaissent terriblement complexes. Ceci n'est pas une lubie des organismes de normalisation (notamment du Bureau international des poids et mesures), mais une conséquence de l'histoire (cf. histoire de la thermométrie).
Ces valeurs ont été déterminées afin qu'à la pression d'une atmosphère et la température de l'équilibre eau/glace, on retrouve bien les valeurs déjà tabulées, par exemple celle du volume molaire 22,414 l. Simplement, grâce à la nouvelle définition de la température, on est capable d'avoir une valeur bien plus précise de cette grandeur : 22,413 996(39) l.
D'où la valeur de la constante des gaz parfaits
R = 8,314 472(15) J/K·mol
en divisant cette valeur par le nombre d'Avogadro {\displaystyle N_{A}=} 6,022 141 99(47) × 1023 mol−1, on obtient le facteur de conversion des joules en kelvins (c'est-à-dire le rapport entre l'énergie cinétique moyenne en joules des molécules d'un gaz et sa température) :
la constante de Boltzmann k = 1,380 650 5(24) × 10−23 J/K
ou encore en électron-volts
(1 eV vaut 1⁄6 241 509 629 152 650 000 C·V) :
un gaz dont les molécules ont une énergie cinétique moyenne de 1 eV a une température de 11 604,505(24) K ~ 11 600 K.

### Étalon
Un étalon est un système sur lequel la grandeur physique considérée est mesurée par un appareil de comparaison, dit « étalon primaire ». La grandeur physique est :
{\displaystyle \lim _{P\rightarrow 0}PV}
pour un thermomètre à gaz dihydrogène à volume constant V°(donc récipient sans dilatation). Ayant préalablement tracé tous les isothermes de ce gaz, PV = ƒ(P), pour chaque température, on peut extrapoler ces isothermes lorsque P tend vers zéro et donc numéroter très précisément la température T de chaque isotherme.
Pour la mesure d'une Température T' d'une enceinte :
on plonge le thermomètre dans l'enceinte, et on relève la pression P' pour le volume V°. Le point P'V° tombe sur une isotherme déterminée, dont on lit la température.
Comme le gaz est très dilatable, l'appareil est sensible. Le procédé est stable si l'on sait maintenir la même quantité d'hydrogène. Par contre, il n'est pas fin : la mesure perturbe la valeur à mesurer, mais on s'arrange pour n'avoir à mesurer que des systèmes thermostatés, la finesse n'a alors plus d'importance.
Mais surtout, le système n'est absolument pas pratique.
On utilisera donc des étalons secondaires, ou « réalisation pratique de l'échelle absolue de température ».

### Réalisation pratique de l'échelle de température
Grâce au thermomètre à gaz parfait, on étalonne la température de points aussi fixes que possible : par exemple des points triples, si on sait les réaliser, ou des températures de fusion qui ne dépendent pas beaucoup de la pression, et qu'on réalise autant que faire se peut sous 101 325 Pa.
Une fois ces températures déterminées, on réalise des thermomètres aussi sensibles que possible, fidèles et pratiques, que l'on étalonne grâce à ces points repères : l'abaque informatisé permet de remonter immédiatement à la température absolue. Dans les températures ordinaires (de 20 à 2 000 K), on arrive à cinq chiffres significatifs. En température différentielle, on peut atteindre 10 µK.